# Tonkinomys daovantieni
Genre
Espèce
Statut de conservation UICN

 DD  : Données insuffisantes
Tonkinomys daovantieni est une espèce, la seule du genre Tonkinomys, de rongeur de la famille des Muridés, que l'on trouve au Viet-Nam.

## Référence
- Musser, Lunde & Son 2006 : Description of a new genus and species of rodent (Murinae, Muridae, Rodentia) from the tower karst region of northeastern Vietnam. American Museum Novitates, n. 3517, p. 1-41 (texte original).